# Brookline (Massachusetts)
Brookline è una città degli Stati Uniti d'America facente parte della contea di Norfolk nello stato del Massachusetts. Confina con le città di Boston e Newton.

## Etimologia
Brookline era conosciuta come un piccolo villaggio di nome Muddy River (un fiume che oggi costituisce parte del confine fra Brookline e Boston) ed era considerata sobborgo di Boston fino a che nel 1705 non fu costituita in città indipendente. Essa prende nome dai ponti che formavano la linea della città con le ex città di Brighton e Roxbury, che oggi sono parte della città di Boston.

## Geografia fisica
Brookline separa il grosso della città di Boston (a parte uno stretto corridoio vicino al Charles River) dai suoi quartieri periferici di Allston/Brighton che hanno costituito la città indipendente di Brighton fino alla sua annessione a Boston, avvenuta nel 1873.

## Musei
- Museum of Bad Art